# هیت کلیر
هیت کلیر یا موتور دلمراد‎ روستایی در دهستان دلگان بخش مرکزی شهرستان دلگان استان سیستان و بلوچستان ایران است.

## جمعیت
بر پایه سرشماری عمومی نفوس و مسکن در سال ۱۳۹۵ جمعیت این روستا ۲۲۴ نفر (۶۳خانوار) بوده‌است.